# Spoorlijn Loudun - Angers-Maître-École
De spoorlijn Loudun - Angers-Maître-École was een Franse spoorlijn van Loudun naar Angers. De lijn was 83,9 km lang en heeft als lijnnummer 521 000.

## Geschiedenis
De lijn werd in gedeeltes geopend, van Loudun naar Montreuil-Bellay door de Compagnie du chemin de fer de Poitiers à Saumur op 15 mei 1874. Het gedeelte van Montreuil-Bellay naar Angers werd geopend door de Compagnie des chemins de fer de Maine et Loire et Nantes op 1 februari 1877.
Reizigersverkeer tussen Loudun en Montreuil-Bellay werd opgeheven op 15 mei 1939 en tussen Montreuil-Bellay en Angers op 3 oktober 1941. Goederenvervoer werd in gedeeltes opgeheven tussen 1951 en 2005.

### Tracéwijzigingen
In 1878 werd in Montreuil-Bellay een nieuw doorgaand traject kun gebruik genomen waardoor doorgaande trienen niet langer kop hoefden te maken.
In 1988 werd bij de aanleg van de A87 in Angers het tracé iets oostelijker gelegd.

## Aansluitingen
In de volgende plaatsen is of was er een aansluiting op de volgende spoorlijnen:
Loudun
RFN 525 000, spoorlijn tussen Les Sables-d'Olonne en Tours
RFN 573 000, spoorlijn tussen Loudun en Châtellerault
Montreuil-Bellay
RFN 500 000, spoorlijn tussen Chartres en Bordeaux-Saint-Jean
Perray-Jouannet
RFN 522 000, spoorlijn tussen Perray-Jouannet en Les Fourneaux
Angers-Maître-École
RFN 450 000, spoorlijn tussen Le Mans en Angers-Maître-École
RFN 511 000, spoorlijn tussen Angers-Saint-Laud en La Flèche